# Schlacht bei Alling

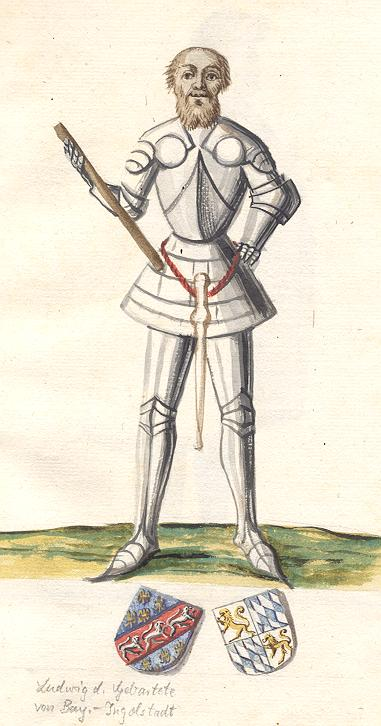
Ludwig VII. unterlag in der Schlacht bei Alling.

Die Schlacht bei Alling im heutigen Landkreis Fürstenfeldbruck war die Entscheidungsschlacht des Bayerischen Krieges. Die Herzöge von Bayern-München, Ernst und Wilhelm III., schlugen am 19. September 1422 ihren Vetter Ludwig VII. von Bayern-Ingolstadt.
Bekannt ist die Schlacht durch den spektakulären Sturz von Ernsts Sohn Albrecht III. Albrechts Pferd soll inmitten der feindlichen Truppen verletzt zusammengebrochen sein, worauf Ernst sich zu seinem Sohn durchgekämpft und diesen gerettet habe. Die Schlacht selbst habe eher einem Scharmützel geähnelt, die Ingolstädter seien bereits nach einem kurzen Schlagabtausch zum Rückzug gezwungen worden. Viele von ihnen seien nach Norden geflohen, wo die Schwergepanzerten unter ihnen im Moor steckengeblieben sein sollen. Die Münchner Herzöge sollen deshalb über 400 Gefangene gemacht haben, die sie aber schon bald wieder freiließen.
Heute erinnert noch die von Herzog Ernst gestiftete Votivkirche in Hoflach an die Schlacht. Die Erbauung der Kapelle geht angeblich auf ein Gelübde zurück, das Herzog Ernst hier für die Errettung seines Sohnes Albrecht aus dem Kampfgewühl machte. Ein Fresko in der Kapelle stellt die siegreichen Münchner mit ihren Truppen dar.
In einer neueren Untersuchung zur Schlacht von Alling bezweifelt Lothar Altmann sowohl die Rettung Albrechts durch seinen Vater als auch die große Anzahl der in Gefangenschaft geratenen Ingolstädter. Bernhard Glasauer sieht Altmanns Zweifel als berechtigt an und hält eine genaue Rekonstruktion des Schlachtverlaufs aufgrund der ungünstigen Quellenlage nur schwer für möglich.